# Lophiostoma massarioides
Lophiostoma massarioides är en svampart som först beskrevs av Pier Andrea Saccardo, och fick sitt nu gällande namn av L. Holm & K. Holm 1988. Lophiostoma massarioides ingår i släktet Lophiostoma och familjen Lophiostomataceae.  Arten är reproducerande i Sverige. Inga underarter finns listade i Catalogue of Life.